# Katharine Jex-Blake

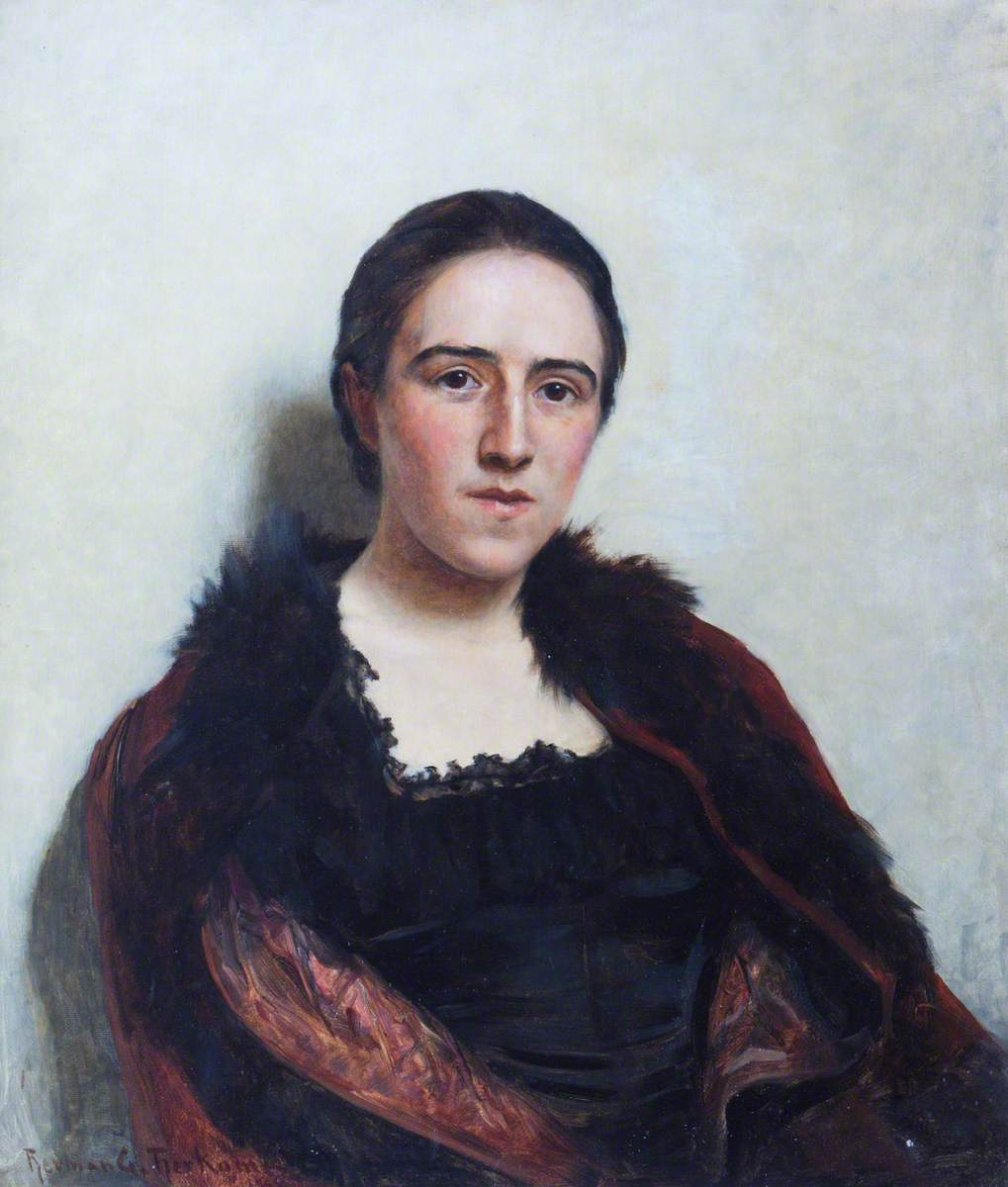
Katharine Jex-Blake als Mistress des Girton College. Gemälde von Herman Herkomer.

Katharine Jex-Blake (* 18. November 1860 auf Rugby School, Rugby, Warwickshire; † 26. März 1951 in Nettlesworth, Wickham Hill, Hurstpierpoint, West Sussex, Sussex) war eine britische Altphilologin und Pädagogin. Ihre Arbeit ist eng mit dem Girton College verbunden.

## Leben und Leistungen
Katharine Jex-Blake wurde in eine bildungsbürgerliche Familie geboren. Sie hatte acht Schwestern und zwei Brüder. Ihr Vater Thomas Jex-Blake (1832–1915) war ein anglikanischer Pastor und Lehrer, der später Principal des Cheltenham College und Rektor der Rugby School war, die Mutter war Henrietta Cordery. Ihre Tante väterlicherseits, Sophia Jex-Blake, war eine bedeutende Medizinerin und Frauenrechtlerin, der Onkel mütterlicherseits, John Graham Cordery, war Kolonialbeamter in Indien und Homer-Übersetzer. Von ihren Geschwistern erlangten die Musikerin und Pädagogin Henrietta Jex-Blake (1862–1953) sowie die Mediziner Bertha Jex-Blake († 1915) und Arthur John Jex-Blake (1873–1957) größere Bedeutung und Bekanntheit.
Jex-Blake wurde gemeinsam mit ihren Schwestern privat von ihrem Vater und Lehrern der Rugby School unterrichtet. 1879 erhielt sie ein Stipendium für das Girton College der University of Cambridge, wo sie Altertumswissenschaften (Classics) studierte. Zu ihren Mitstudentinnen gehörten Caroline Amy Hutton und Eugénie Sellers Strong. Im ersten Teil ihres Classical Tripos erhielt sie 1882 eine Erste-Klasse-Wertung und war damit eine der beiden ersten weiblichen Studentinnen, die diese Wertung erreichten. Im zweiten Teil, bei dem sie sich auf Archäologie und Philosophie spezialisiert hatte, 1883 eine Dritte-Klasse-Wertung. Damit war sie nicht nur die einzige Frau mit dieser hohen Wertung, sondern auch erst die zweite Vertreterin des Girton-College, die beide Prüfungen erfolgreich absolviert hatte. Da Frauen in Cambridge erst seit 1948 akademische Grade erwerben können, verließ Jex-Blake die Universität nur mit dem Tripos-Examen als Äquivalent eines Abschlusses. Danach ging sie für zwei Semester als Lehrerin an die Notting Hill and Bayswater High School im Londoner Stadtteil Ealing. 1885 kehrte sie nach Girton zurück, wo sie bis 1819 als Resident Lecturer in Classics lehrte. Von 1901 bis 1919 war sie Director of Studies in Classic und von 1903 bis 1916 stellvertretende Leiterin des College. Da ein akademischer Abschluss in England nicht möglich war, erwarb sie ihren Master am Trinity College Dublin. 1916 wurde Jex-Blake in Nachfolge der Philosophin Constance Jones, deren gesamte Amtszeit sie zuvor als die Stellvertreterin agierte, die achte Mistress des Girton College. Nach Elizabeth Welsh in den Jahren von 1885 bis 1903 war sie erst die zweite und bislang letzte Altertumswissenschaftlerin in dieser Position. In den Zeitraum von Jex-Blakes Amtszeit als Mistress fiel auch das 1920 begangene 50-jährige College-Jubiläum. Ihr folgte in der Position 1922 ihre Cousine, die Skandinavistin Bertha Phillpotts, nach. Nach dem Ausscheiden aus dem Schuldienst wurde Jex-Blake Vorsteherin (governor) des College und Mitglied des College-Rates (council). Im Ruhestand lebte sie gemeinsam mit ihren Schwestern Henrietta und Violett in bescheidenen Verhältnissen in London. Immer wieder bereisten sie allerdings noch Europa und verbrachten vor allem ihre Winter gerne in Italien. Bei einem Aufenthalt in Madrid erlebten sie das Chaos des ausbrechenden Bürgerkrieges, was sie in britischer Manier allerdings mit Gleichmut ertrugen. Nachrufe erschienen in der Times und im The Daily Telegraph.
Als Altphilologin hat Jex-Blake vor allem als akademische Lehrerin gewirkt, weniger durch ihre Publikationstätigkeit. Hier steht einzig ihre 1896 publizierte, überaus genaue, Übersetzung der Bücher über die Kunstgeschichte von Plinius dem Älteren aus dessen Naturgeschichte zu Buche, zu dem ihre Freundin Eugénie Sellers Strong das Vorwort und den Kommentar lieferte. Als ebenso fordernde wie strenge Tutorin in den classics hatte sie großen Einfluss auf eine Generation von Studentinnen. Viele ihrer Schülerinnen konnten bei den Classical-Tripos-Prüfungen überaus gut abschneiden. Zum Teil konnten diese dann später auch selbst bedeutende akademische oder Lehr-Positionen erreichen. Dazu gehörten Agnata Ramsay, K.S.H. McCutcheon, Dorothy Tarrant, Dorothy Brock, Dora Ivens und Margaret Postgate. In den frühen 1920er Jahren waren gleichzeitig an sechs der britischen Frauencolleges, Girton, Newnham College, Bedford College, Royal Holloway, Somerville College und Lady Margaret Hall, ihre Schülerinnen auf den Lehrpositionen in den Classics vertreten. Jex-Blakes Lehrmethoden waren zum Teil unorthodox. So konnte sie jederzeit normale Unterrichtsstunden unterbrechen, um ihren Schülerinnen völlig unerwartete und nicht zum aktuellen Stoff gehörende Fragen zu stellen. Schlampigkeiten konnte sie nicht tolerieren, wo sie selbst doch sowohl die Altgriechisch wie auch Latein überaus gut beherrschte. Eine Schülerin bezeichnete den Unterricht bei Jex-Blake später einmal in der Rückschau für leistungsfähige Studentinnen als furchtbare Freude (fearful joy). Trotz ihrer Strenge im Unterricht war sie bei ihren Studentinnen dennoch wegen ihrer Freundlichkeit und ihrer Sorge um das Wohl all ihrer Schülerinnen sehr beliebt. Zudem wurde in ihrer Zeit als Leiterin des College eine ganze Zahl älterer, strenger Regeln gelockert. Eine ihrer Studentinnen bezeichnete sie in der Rückschau als die Brücke zwischen der Vergangenheit und der Gegenwart. Ebenso bewundert wurde sie für ihre praktische Herangehensweise an Probleme. Legendär wurde ihr Motto Let us take a concrete case (Nehmen wir einen konkreten Fall), das es sogar noch in ihren Nachruf in der The Times geschafft hatte. Muriel Clara Bradbrook bezeichnete sie 1969 als first truly professional and scholarly modern woman academic and administrator to be mistress of Girton (erste wirklich professionelle und wissenschaftliche moderne Akademikerin und Administratorin, die Mistress von Girton war). In ihre Amtszeit als Mistress fiel auch ein Gutteil des Ersten Weltkrieges, im Zuge dessen sich das College mit neuen Herausforderungen konfrontiert sah, etwa dem Anbau von Gemüse oder der Zucht von Schweinen auf dem College-Grund. Auch diese Probleme konnte Jex-Blake somit als praktisch denkende und handelnde Person meistern. Als nach dem Ersten Weltkrieg die Zahl der Studentinnen deutlich anstieg, reagierte sie auch hier praktisch und erwarb einerseits eine nicht mehr genutzte Armeebaracke, um Raum für die Lehre zu schaffen, andererseits setzte sie die Erhöhung der Schulgelder durch, die seit 1869 nicht mehr erhöht worden waren, ohne deren Erhöhung aber ein Weiterbetrieb des Colleges auf demselben Niveau nicht möglich gewesen wäre.
Als Leiterin des College war Jex-Blake auch in bildungspolitische Diskussionen ihrer Zeit verstrickt. Als 1897 die Forderung, Abschlüsse von Frauen anzuerkennen, nahezu in einem Aufstand der männlichen Studierenden mündete, wurden Bilder von Anne Clough und Jex-Blake, die diese auf Fahrrädern zeigten, verbrannt. Viele Jahre später saß sie dem Girton-Newnham-Committee vor, das sich mit der Frage von Abschlüssen für weibliche Studentinnen befasste. Überhaupt half sie dabei, das nicht immer leichte Verhältnis zwischen dem Girton College und der Cambridge University zu verbessern. Darüber hinaus saß sie auch in weiteren Ausschüssen zur Bildung von Mädchen und Frauen, etwa von 1925 bis 1937 dem Rat (council) des Girl’s Public Day School Trust, zum Ende als Vize-Präsidentin. Zudem war sie Vorsteherin (governor) der Harpur Trust at Bedford High School und der Perse School. 1906 wurde sie Girtons Berichterstatterin (correspondent) für die neu gegründete Classical Association. 1917 mitunterzeichnete die Befürworterin des Frauenwahlrechts einen in der The Times veröffentlichten Brief, in dem das Scheitern einer Wahlrechtsreform beklagt wurde. Nach dem Ausscheiden aus der aktiven Lehre stiftete sie eine nennenswerte Summe, die zur Grundlage des Jex-Blake Research Fellowship wurde.
Jex-Blakes wissenschaftlicher Nachlass befindet sich im Girton Collage, Familienunterlagen sowie die Briefwechsel mit ihren Schwestern Henrietta und Violett im Norfolk Record Office in Norwich.

## Publikationen
- mit Eugénie Sellers Strong: Commentary and Historical Introduction to the Elder Pliny's Chapter on the History of Art. London 1896.